# Retrospect Spur
Retrospect Spur ist ein 11 km langer Gebirgskamm in der antarktischen Ross Dependency. In der Commonwealth Range des Königin-Maud-Gebirges erstreckt er sich von der Basis der Separation Range in nordnordwestlicher Richtung in die Ostflanke des Hood-Gletschers.
Teilnehmer der New Zealand Alpine Club Antarctic Expedition (1959–1960) bestiegen ihn über den Hood-Gletscher und benannten ihn nach dem Panorama, dass sich beim Rückblick (englisch retrospect) auf den Gletscher bot.